# Буслаев, Виктор Иванович
Виктор Иванович Буслаев (р. 18 июня 1950 года) — российский математик, доктор физико-математических наук (2007). Учёный секретарь МИАН (в 1986–2003 гг.), лауреат премии имени М. Г. Крейна НАНУ (2014).

## Биография
Окончил МГУ (1972) и его аспирантуру (1975).
Работает в Математическом институте им. В. А. Стеклова Российской академии наук (МИРАН), Москва, учёный секретарь (1986-2003), в настоящее время — ведущий научный сотрудник отдела комплексного анализа.
Доктор физико-математических наук (2007), специальность ВАК: 01.01.01 (вещественный, комплексный и функциональный анализ).
Учёное звание — старший научный сотрудник.
Сфера научных интересов - аппроксимации Паде, непрерывные дроби, рекуррентные уравнения. 

## Научное и общественное признание
Объявлена благодарность Президента Российской Федерации (6 февраля 2014 года).
Лауреат премии имени М. Г. Крейна Национальной академии наук Украины (2014) — за цикл работ «Экстремальные проблемы теории приближения гладких функций».
Член программного комитета Международной конференции «Комплексный анализ и его приложения» (Геленджик,  30 мая - 5 июня 2021 года).

## Избранные труды

### Диссертации
- Оценка энтропии некоторых классов целых функций : диссертация … кандидата физико-математических наук :01.01.01. — Москва, 1975. — 73 с. : ил.
- Рекуррентные соотношения и рациональные аппроксимации : диссертация … доктора физико-математических наук : 01.01.01 / Буслаев Виктор Иванович; [Место защиты: Мат. ин-т им. В. А. Стеклова РАН]. — Москва, 2007. — 195 с.

### Статьи с цитированием больше 25
- А. И. Аптекарев, В. И. Буслаев, А. Мартинес-Финкельштейн, С. П. Суетин “Аппроксимации Паде, непрерывные дроби и ортогональные многочлены” // УМН, 66:6(402) (2011), 37–122; Russian Math. Surveys, 66:6 (2011), 1049–1131
- В. И. Буслаев, С. П. Суетин “О задачах равновесия, связанных с распределением нулей полиномов Эрмита–Паде”, //Современные проблемы математики, механики и математической физики, Сборник статей, Труды МИАН, 290, МАИК «Наука/Интерпериодика», М., 2015, 272–279;
- В. И. Буслаев О сходимости m-точечных аппроксимаций Паде набора многозначных аналитических функций // Матем. сб., 206:2 (2015), 5–30;
- В. И. Буслаев О сходимости многоточечных аппроксимаций Паде кусочно аналитических функций // Матем. сб., 204:2 (2013), 39–72;
- В. И. Буслаев, А. Мартинес-Финкельштейн, С. П. Суетин Метод внутренних вариаций и существование S-компактов // Аналитические и геометрические вопросы комплексного анализа, Сборник статей, Труды МИАН, 279, МАИК «Наука/Интерпериодика», М., 2012, 31–58;